# Gustaf Anrep (1650–1700)
Gustaf Anrep, född 18 mars 1650 på Åkerby i Gräve socken, död 6 februari 1700 i Säters stad, var en svensk militär och godsägare.
Gustaf Anrep var son till överstelöjtnant Gustaf Anrep och Christina Siöblad. Han var från 1678 gift med Christina Catharina Reutercrantz (död 1707) som var dotter till hovstallmästaren Esbjörn Mårtensson, adlad Reutercrantz (1601-1658). Anrep var bror till Reinhold Anrep.
Han blev menig soldat vid Carl Gustaf Wrangels regemente 1669 och förare där samma år, han blev fänrik vid Närkes och Värmlands regemente 1670 samt därefter löjtnant vid överste Stockheims regemente i Nederländerna. Efter slaget vid Seneffe 1674 blev han kapten vid samma regemente. Anrep blev kapten vid Närkes och Värmlands regemente 1675, kapten vid Livgardet 1677, major vid Närkes och Värmlands regemente 1678 samt 1689 överstelöjtnant vid Dalregementet. Han blev överste och chef för Dalregementet 1698, en post han innehade till sin död. Anrep ligger begraven i en kopparkista i Kils kyrka, där hans vapensköld med påskrift kan ses. I kyrkans södra korsarm finns en snidad och målad vapensköld med ätten Anreps sköldmärke med en mankam. I tornet finns 16 begravningsvapen för släkten Anrep. Släkten Anrep äger även en gravkammare under södra korsarmen. Hans fru Christina Catharina skänkte 1695 en ljuskrona och 1702 en silverask till Kils kyrka.